# Neue Perspektive Vogtland
Die Neue Perspektive Vogtland (Kurzbezeichnung PERSPEKTIVE)  ist eine parteiunabhängige Wählergemeinschaft im sächsischen Vogtlandkreis. Sie wurde im Dezember 2023 als Wahlbündnis im Hinblick auf die Kommunalwahl 2024 gegründet und ist seit dieser im Kreistag des Vogtlandkreises sowie über lokale Kooperationen auch in Stadt- und Gemeinderäten vertreten. Die Gruppierung bildet mit der FDP eine gemeinsame Kreistagsfraktion.

## Profil
Die Neue Perspektive Vogtland steht den etablierten Parteien kritisch gegenüber und sieht sich selbst als unabhängige basisdemokratische Alternative. Eines ihrer Hauptziele ist „ein gemeinschaftliches Miteinander, basierend auf Dialog und Respekt“. Zudem möchten sie die „Möglichkeiten der aktiven Teilnahme am politischen Entscheidungsprozess zu Gunsten der Bürgerinnen und Bürger stärken“.
Weitere kommunalpolitische Forderungen der Neuen Perspektive Vogtland sind:
- Verkleinerung der Kreisverwaltung
- Sanierung der Infrastruktur auf Kreisebene
- Umsetzung der Arbeitspflicht und verpflichtende Sprach- sowie Integrationskurse für Geflüchtete; sozialverträglicher Zuzug von Geflüchteten ins Vogtland
- Stärkung der Basisdemokratie und der Bürgerbeteiligung im Landkreis
- Erhalt der Krankenhäuser im Landkreis
- Stopp des Windkraftausbaus im Landkreis
- bedarfsgerechter Ausbau von Fernlinien und ÖPNV
- Förderung des regionalen Dialogs zwischen Wirtschaft und Politik

## Geschichte

### Gründung
Die Wählergemeinschaft wurde auf der Gründungsversammlung am 11. Dezember 2023 in Syrau (Gemeinde Rosenbach/Vogtl.) gegründet. Erstmals trat sie zur Kreistagswahl 2024 im Vogtlandkreis an, bei der sie ein Ergebnis von 2,1 Prozent erzielte und damit zwei Sitze im vogtländischen Kreistag erhielt.
Einige Kandidaten waren bereits vor 2024 kommunalpolitisch aktiv. So traten Manja Tröger, die 2019 für die Grünen in den Kreistag gewählt wurde, und Gunnar Gemeinhardt, der bei der Landratswahl 2015 als Parteiloser über 20 % erhielt, an.

### Mandate
Die Wählergemeinschaft ist nach den Kommunalwahlen 2024 mit zwei Sitzen im Kreistag des Vogtlandkreises vertreten. Die gewählten Vertreter sind Gunnar Gemeinhardt und Michael Kober. Darüber hinaus wurden über lokale Wahllisten weitere Unterstützer der Wählervereinigung in Stadt- und Gemeinderäte gewählt, darunter Thomas Hohl (Gemeinderat Pausa-Mühltroff), David Drechsel (Gemeinderat Muldenhammer), Yvonne Gruber (Stadtrat Plauen) und Ingo Eckhardt (Stadtrat Plauen).

## Organisation
Die Wählergemeinschaft ist als nicht-mitgliedschaftliche Organisation strukturiert. Interessierte Bürger können sich als Unterstützer registrieren und so an Entscheidungsprozessen mitwirken.
Die registrierten Unterstützer wählen für den Zeitraum von einem Jahr das Kreiskomitee, das aus einem Kreisgeschäftsführer, zwei stellvertretenden Kreisgeschäftsführern und aus einem Sprecher im Kreistag besteht. Das Kreiskomitee leitet die Vereinigung und vertritt sie nach außen. Auf regelmäßigen Treffen der Unterstützer werden inhaltliche und personelle Entscheidungen in einem basisdemokratischen Prozess beraten und getroffen.
Seit der letzten Kommunalwahl kooperiert die Wählergemeinschaft auch mit lokalen Vereinigungen wie Pro Vogtlandschaft e.V.

### Kreiskomitee
Auf dem Unterstützerforum im Dezember 2024 wurde folgendes Kreiskomitee gewählt:
- Kreisgeschäftsführer:
  - David Drechsel, Gemeinderat
- Stellvertretende Kreisgeschäftsführer:
  - Thomas Hohl, Stadtrat
  - Dietmar Eichhorn
- Sprecher im Kreistag:
  - Gunnar Gemeinhardt, Kreisrat

### Kreisgeschäftsführer
| Name                           | Name                    | Beginn der Amtszeit     | Ende der Amtszeit       |                         |
| Ko-Sprecher (2023–2024)        | Ko-Sprecher (2023–2024) | Ko-Sprecher (2023–2024) | Ko-Sprecher (2023–2024) | Ko-Sprecher (2023–2024) |
| ------------------------------ | ----------------------- | ----------------------- | ----------------------- | ----------------------- |
|                                | Thomas Hohl             | 2023                    | 2024                    |                         |
| David Drechsel                 | 2023                    | 2024                    |                         |                         |
| Gunnar Gemeinhardt             | 2023                    | 2024                    |                         |                         |
| Dietmar Eichhorn               | 2023                    | 2024                    |                         |                         |
| Kreisgeschäftsführer (ab 2024) |                         |                         |                         |                         |
| 1                              | David Drechsel          | 13. Dezember 2024       | amtierend               |                         |

## Wahlen

### Kreistagswahlen
Zur Kreistagswahl 2024 im Vogtlandkreis, trat die Wählergemeinschaft mit 15 Kandidaten an und zog mit zwei Vertretern in den vogtländischen Kreistag ein. Sie bildet hier seit 2024 eine Fraktion mit der FDP, die ihren Fraktionsstatus bei der Kreistagswahl verloren hatte.
| Jahr | Ergebnis | Ergebnis | Ergebnis | Ergebnis | Ergebnis | Fraktion        | Fraktion |
| Jahr | Stimmen  | %        | ±        | Sitze    | ±        | Name            | Sitze    |
| ---- | -------- | -------- | -------- | -------- | -------- | --------------- | -------- |
| 2024 | 6913     | 2,1 %    | Neu      | 2/86     | 2        | FDP/PERSPEKTIVE | 6/86     |

### Gemeinderats- und Stadtratswahlen
Zur Kommunalwahl 2024 im Vogtlandkreis trat die Wählergemeinschaft mit 5 Kandidaten über lokale Wahllisten an. Von diesen wurden vier Kandidaten in Stadt- und Gemeinderäte gewählt.
| Jahr | Ergebnis                                                | Ergebnis | Ergebnis | Ergebnis | Ergebnis |
| Jahr | Stimmen                                                 | %        | ±        | Sitze    | ±        |
| ---- | ------------------------------------------------------- | -------- | -------- | -------- | -------- |
| 2024 | 2484                                                    | 0,8 %    | Neu      | 4/570    | 4        |
| 2024 | Teil lokaler Wahllisten, die insgesamt 8 Sitze gewannen |          |          |          |          |